# Ciklikus csoport
Ciklikus csoporton a csoportelméletben olyan csoportot értünk, melyet egy elemének egész kitevős hatványai előállítanak.
A ciklikus csoportok a leginkább átlátható algebrai szerkezetű, legkezelhetőbb csoportok közé tartoznak. Az m elemű (m pozitív egész szám) ciklikus csoportok izomorfak a modulo m maradékosztályok additív csoportjával (ℤm={0, 1, …, m-1}-gyel), a végtelen elemszámú ciklikus csoportok pedig magával az egész számok additív csoportjával (ℤ illetve ℤ+). A véges csoportok osztályozásának elméletében nagy jelentősége van a ciklikus csoportoknak, mert minden prím elemszámú csoport ciklikus csoport, amikből minden véges Abel-csoport felépíthető.
A ciklikus csoportok Abel-csoportok, ezért additív jelöléssel is találkozhatunk.

## Definíció
A ciklikus csoport definíciójának felírása előtt vissza kell utalnunk a csoportbeli egész kitevős hatványozás, illetve a generált részcsoport fogalmára.
Definíció. Azt mondjuk, hogy a (G, {\displaystyle \cdot }) csoport ciklikus, ha van olyan G-beli a elem, melyre
{\displaystyle G=\{a^{n}\mid n=0,\pm 1,\pm 2,...\}}
Ekkor a-t a G (egyik) generátorelemének nevezzük.
Megjegyzés. A definíció egy ekvivalens megfogalmazása, hogy G akkor és csak akkor ciklikus, ha létezik olyan a eleme, hogy az a-t tartalmazó egyetlen G-beli részcsoport maga G, azaz létezik a ∈ G, hogy minden G-beli H részcsoportra
{\displaystyle a\in H\Rightarrow H=G.}
Ebben az esetben tehát a generálja G-t, vagyis
{\displaystyle \left\langle a\right\rangle =G.}
Világos, hogy
{\displaystyle \left\langle a\right\rangle =\lbrace a^{n}\mid n\in \mathbb {Z} \rbrace ,}
ugyanis egyrészt a hatványozás csoportbeli azonosságainak felhasználásával belátható, hogy
{\displaystyle \forall \;b,c\!\in \!\{a^{n}\mid n\in \mathbb {Z} \}\;\;b\cdot c^{-1}\!\in \!\langle a\rangle }
tehát
{\displaystyle \{a^{n}\mid n\in \mathbb {Z} \}}
részcsoport G-ben, másrészt ez a legszűkebb a-t tartalmazó részcsoport, hiszen minden G-beli H részcsoport tartalmazza a és a−1 összes nemnegatív egész kitevőjű hatványát.

## Példák
1. Az egész számok halmaza az összeadásra nézve ciklikus csoportot alkot, mely egybeesik az egész számok gyűrűjének additív csoportjával, azaz ℤ+-szal. Ebben a csoportban generátorelem az 1 ∈ ℤ+ szám:
{\displaystyle \mathbb {Z} ^{+}=\{1\cdot n\mid n\in \mathbb {Z} \}}
Hasonlóképpen generátorelem még a (-1) ∈ ℤ+ szám is.
Megjegyzés. Az 1{\displaystyle \cdot }n jelölés additív, abban az értelemben, hogy a hatványozás szokásos csoportelméleti jelölése helyett (an) a + jelhez adekvát a + a + … + a = n{\displaystyle \cdot }a, n tagú összeg alakjában szerepelnek a generált csoport elemeit.
2. Ha m nemnulla természetes szám, akkor a ℤ / mℤ faktorcsoport a + komplexusösszeggel ellátva ciklikus csoportot alkot. ℤ / mℤ (más jelöléssel ℤm) a modulo m maradékosztályok additív csoportja. Az mℤ komplexus az m-mel osztható egész számok részcsoportja, ℤ / mℤ pedig egyenlő az
{\displaystyle \{m\mathbb {Z} +r\mid \ r=0,1,...,m-1\}}
mellékosztályok halmazával, ahol r = 0, 1, …, m-1 az m-mel való osztás maradéka (mℤ + r pedig a ℤ következő részhalmaza, vagy más néven komplexusa: {mq + r | q ∈ ℤ} )
3. Ha p prím, akkor ℤp nemnulla elemei ciklikus csoportot alkotnak a „maradékok” szorzásával, mint csoportművelettel ellátva. Ekkor a ℤ / pℤ faktorgyűrű multiplikatív része
{\displaystyle \mathbb {Z} _{p}^{*}=\mathbb {Z} _{p}\setminus \{0\}}
éppen p-1 elemű, és generátoreleme bármely nem 1 elem. (Sőt, az is igaz, hogy ekkor ℤp egy p elemű véges, kommutatív test.)
4. Vegyük az n oldalú  szabályos sokszög összes olyan saját magára történő leképezéseit, melyek megtartják a körüljárási irányt. Ezen leképezések ciklikus csoportot alkotnak a leképezések egymásutánjával, mint művelettel ellátva. A csoport elemszáma n, generátoreleme a 2π/n szögű elforgatás.
Minden ciklikus csoport izomorf vagy az egész számok, vagy a maradékosztályok additív csoportjával mod n, ahol n egész.

## Elem rendje, ciklikus részcsoport rendje
A ciklikus csoportok esetén nagy jelentősége van az elemek rendjének.
Definíció: Ha G csoport, e a neutrális eleme és a ∈ G, akkor az  a elem rendjének nevezzük azt a legkisebb pozitív egész k számot, melyre
{\displaystyle a^{k}=e\,}.
Más megfogalmazásban ugyanez: elem rendje az elem által generált részcsoport rendje.
Az a elem rendjét {\displaystyle o(a)\,}-val jelöljük. Az {\displaystyle o(a)\,} jelölés a „kis ordó” függvényből ered. 
Szintén elterjedt jelölés az abszolútérték-jel is: |a|

## Tulajdonságok
- A ciklikus csoportok Abel-csoportok.
- Egy ciklikus csoporthoz több elem lehet, amivel generálható. {\displaystyle \mathbb {Z} } generátorai +1 és –1; {\displaystyle \mathbb {Z} /n\mathbb {Z} } generátorai a redukált maradékosztályok, vagyis az {\displaystyle n}-hez relatív prím maradékosztályok. Számuk megadható az Euler-féle φ-függvénnyel.
- Ha d osztója n-nek, akkor a d rendű elemek száma az n rendű csoportban:

{\displaystyle {\Big |}\{a\in \mathbb {Z} /n\mathbb {Z} |{\text{o}}(a)=d\}{\Big |}}
Más elemrend nincs.
- Egy a elem rendje:

o(a) = n / legnagyobb közös osztó(n, a).
- Két ciklikus csoport direkt szorzata (additív jelölés esetén direkt összege) akkor és csak akkor lesz újra ciklikus, ha rendjeik relatív prímek. Ekkor a csoportok rendjei összeszorzódnak.
- Minden végesen generált Abel-csoport ciklikus csoportok direkt szorzata (vagy direkt összege).

### Részcsoportok és faktorcsoportok
Ciklikus csoport összes részcsoportja és faktorcsoportja újra ciklikus. Példa: az m-mel osztható egész számok részcsoportja {\displaystyle m\mathbb {Z} }, ahol m természetes szám. Különböző m-ekre különbözőek ezek a csoportok, és m≠0 esetén izomorfak {\displaystyle \mathbb {Z} }-vel. Az ilyen csoporttal vett faktorcsoportok éppen a maradékosztályok csoportjai.
{\displaystyle \mathbb {Z} } részcsoportjainak hálója izomorf a természetes számok oszthatósági hálójának duálisával. {\displaystyle \mathbb {Z} } minden faktorcsoportja véges, kivéve a {\displaystyle \mathbb {Z} /\{0\}} triviális faktorcsoportot.
A {\displaystyle \mathbb {Z} /n\mathbb {Z} } csoportnak minden 0 < d osztója n-re van egy d rendű részcsoportja, amit az n/d elem generál: {kn/d | k=0, ..., d–1}. Minden d pozitív osztóra egy, és csak egy részcsoport létezik, és más részcsoport nincs. Ezért az n-rendű ciklikus csoport részcsoporthálója izomorf n oszthatósági hálójával.
Egy ciklikus csoport akkor és csak akkor egyszerű, ha rendje prímszám.

### Algebrai tulajdonságok
Ha n természetes szám, akkor a {\displaystyle (\mathbb {Z} /n\mathbb {Z} )^{*}} multiplikatív csoport akkor és csak akkor ciklikus, ha n 2, 4, pk vagy 2pk, ahol p páratlan prím, és k természetes szám. Ezeknek a generátorai a primitív gyökök modulo n.
Minden p prímre a {\displaystyle (\mathbb {Z} /p\mathbb {Z} )^{*}} p–1-edrendű multiplikatív csoport ciklikus. Általában, minden véges test multiplikatív csoportja ciklikus.
Egy véges test véges testbővítéseinek Galois-csoportja véges ciklikus csoport. Megfordítva, minden véges K testhez és minden véges Galois-csoporthoz létezik L/K testbővítés, aminek Galois-csoportja éppen G.

### Endomorfizmusok és automorfizmusok
Az n-edrendű ciklikus csoport endomorfizmusainak gyűrűje izomorf a {\displaystyle \mathbb {Z} /n\mathbb {Z} } maradékosztály-gyűrűvel. Ebben az izomorfizmusban az r maradékosztály annak az izomorfizmusnak felel meg, ami minden elemet az r-edik hatványra emel. Következik, hogy az n-edrendű ciklikus csoport automorfizmuscsoportja izomorf a {\displaystyle \mathbb {Z} /n\mathbb {Z} } gyűrű multiplikatív csoportjával. Ez a csoport azokból az elemekből áll, amik relatív prímek n-hez, ezért ez a csoport φ(n) rendű.
A {\displaystyle \mathbb {Z} } ciklikus csoport endomorfizmusainak gyűrűje izomorf a {\displaystyle \mathbb {Z} } gyűrűvel, automorfizmuscsoportja pedig izomorf a {+1, -1} egységcsoporttal, ami egy 2 rendű ciklikus csoport.

## Ciklikus csoportok osztályozási tétele
A G ciklikus csoport esetén az
{\displaystyle exp_{g}:\mathbb {Z} \rightarrow G;\;n\mapsto g^{n}}
leképezés szürjektív csoporthomomorfizmus ℤ+ és G között, amennyiben g a G csoport egy generátoreleme.
Állítás: Ha a G ciklikus csoport végtelen rendű, akkor tetszőleges g ∈ G esetén az expg leképezés ℤ+ {\displaystyle \rightarrow } G izomorfizmus.
Ugyanis két tetszőleges egész szám közül a nem nagyobbat m-mel, a nem kisebbet n-nel jelölve, tegyük fel, hogy gn = gm. Szorozzunk be g–m-mel: gn–m = e. Vagyis g legfeljebb n–m-ed (nemnegatív szám) rendű elem, de g hatványai előállítják G-t, mely végtelen elemszámú, így n–m más véges szám nem lehet, csak 0, amiből n=m következik. expg tehát injektív.
Tétel (osztályozási tétel): A G ciklikus csoport izomorf
- ℤ-vel, ha végtelen rendű, és
- ℤm-mel, ha m-edrendű (m pozitív természetes szám).